# 자보크

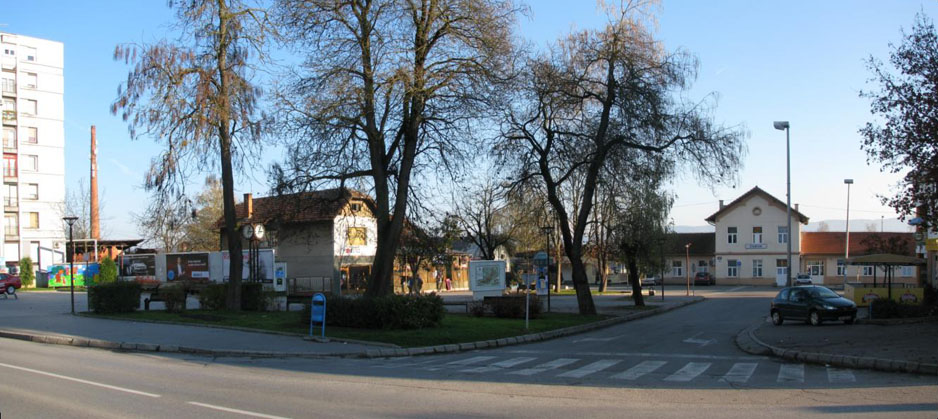
자보크

자보크(크로아티아어: Zabok)는 크로아티아 크라피나자고레주에 위치한 도시로 높이는 186m, 인구는 8,994명(2011년 기준)이다. 흐르바츠코자고레(Hrvatsko Zagorje) 지방의 주요 도로가 합류하는 곳이다.